# Cleobury North
Cleobury North est une paroisse civile et un village du Shropshire, en Angleterre.